# Sultans Head Rock
Sultans Head Rock är en kulle i Antarktis. Den ligger i Östantarktis. Nya Zeeland gör anspråk på området. Toppen på Sultans Head Rock är 29 meter över havet.
Terrängen runt Sultans Head Rock är kuperad åt nordväst, men åt sydost är den platt. Trakten är glest befolkad. Närmaste befolkade plats är McMurdo Station, 19,0 kilometer sydväst om Sultans Head Rock. 